# Newry, Maine
Newry är en kommun (town) i Oxford County i Maine. Vid 2010 års folkräkning hade Newry 329 invånare.